# Peter Max

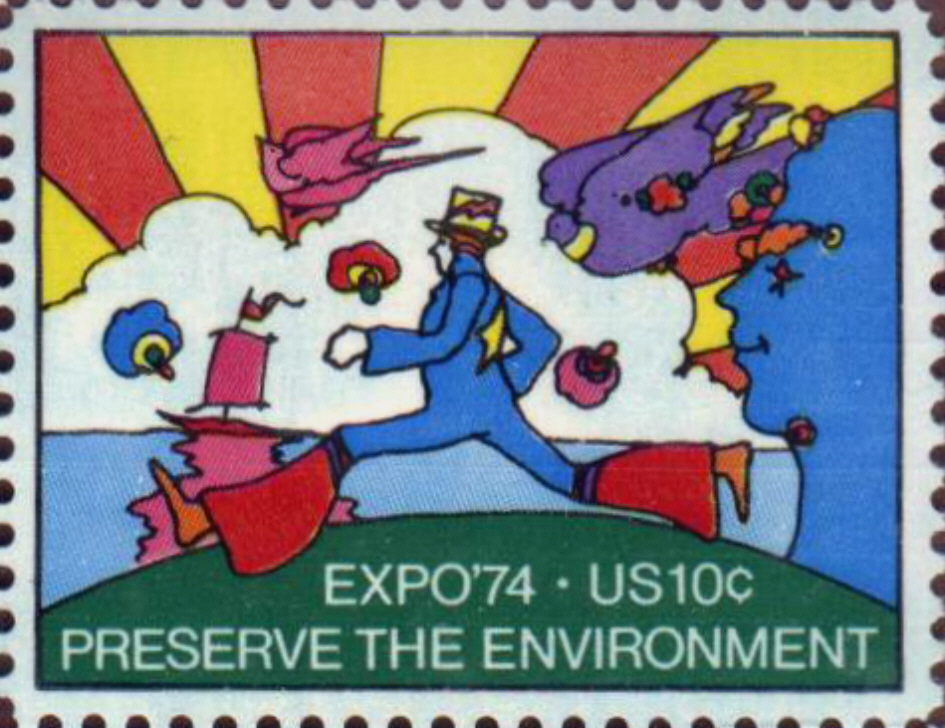
Von Peter Max gestaltete US-Briefmarke (1974)

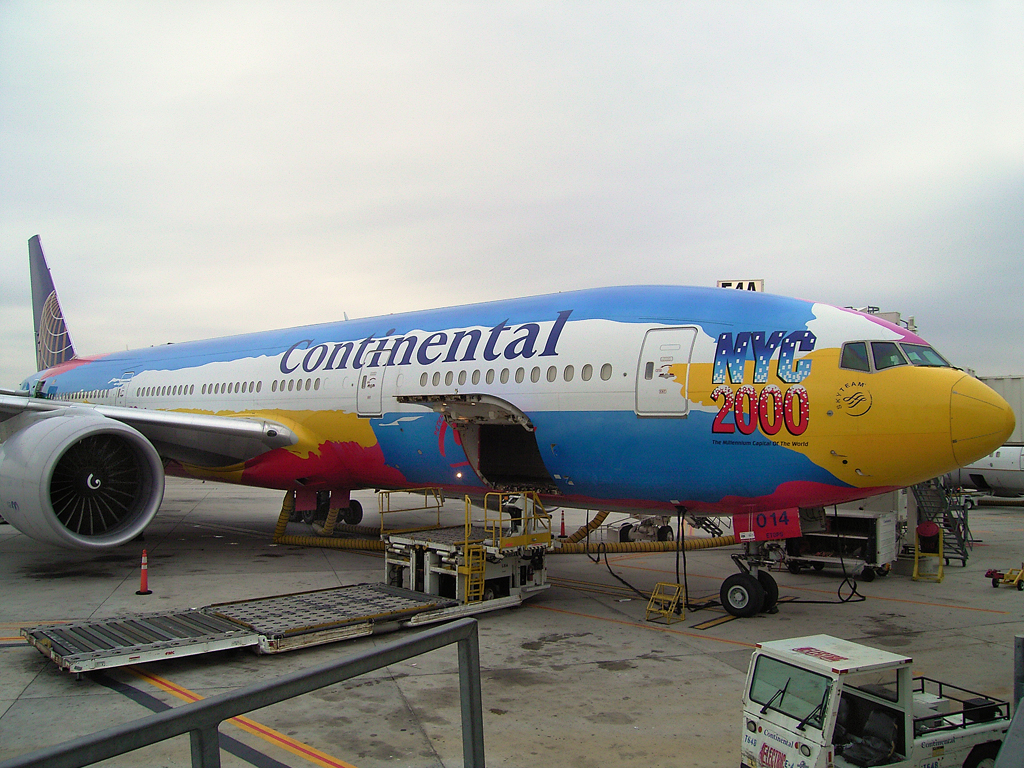
Boeing 777 der Continental Airlines in Lackierung von Peter Max

Peter Max (* 19. Oktober 1937 in Berlin als Peter Finkelstein) ist ein US-amerikanischer Pop-Art-Künstler deutsch-jüdischer Herkunft.
In Deutschland geboren, flüchteten seine Eltern mit ihm vor dem Nationalsozialismus nach China, wo er in Shanghai aufwuchs. Nach einigen Reisen in Asien und Afrika wohnte seine Familie kurzzeitig in Israel, bevor sie 1953 in die USA emigrierte.
Max wurde an der New Yorker Art Students League, dem Pratt Institute und der School of Visual Arts ausgebildet. Nach seinen Studien eröffnete er ein Designstudio und wurde erfolgreich als Designer mit seinen Büchern, Postern und Produkten. 1964 beendete Max seine Studioarbeit und begann mit seinen typischen farbenprächtigen Druckstoffzeichnungen, die unter der Bezeichnung „Cosmic 60s“ bekannt wurde.
Peter Max’ Kunst war in den 1960er und 1970er Jahren sehr einflussreich in der Werbung; zeitweise war er für über 70 Firmen aktiv.
Er leidet unter Demenz und Parkinson und befindet sich seit 2015 unter Kuratel. Das führte zu Spannungen mit der Familie.

## Werk (Auswahl)
- 1967: Psychedelic Cloud (heute im Museum of Modern Art)[4]
- 1969: Titelseite des Time Magazine vom 27. Juni 1969: Is Prince Charles Necessary?[5]
- 1969: Titelseite des Life Magazine vom 5. September 1969: Peter Max: Portrait of the artist as a very rich man.
- 1969/1971: Alan Aldridge (Hrsg.): The Beatles Illustrated Lyrics → Peter Max: „Glass Onion“ und „The Word“, London.
- 1974: Preserve the Environment, US-Briefmarke zur Expo
- 1989: Plattencover von Aretha Franklins Album Through the Storm inklusive zugehöriger Single-Cover
- 2012: Peter Max hat den Bug des Kreuzfahrtschiffs Norwegian Breakaway gestaltet.[6]

Kurzfilm
- 1979: Nichtraucher-Kampagne der American Cancer Society[7]